# Leontocaris paulsoni
Leontocaris paulsoni is een garnalensoort uit de familie van de Hippolytidae. De wetenschappelijke naam van de soort is voor het eerst geldig gepubliceerd in 1905 door Stebbing.